# Ilja Iwanowitsch Iwanow

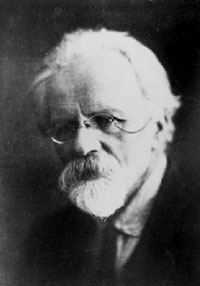
Ilja Iwanow (1927)

Ilja Iwanowitsch Iwanow (russisch Илья Иванович Иванов; * 20. Julijul. / 1. August 1870greg. in Schtschigry, Gouvernement Kursk; † 20. März 1932 in Alma-Ata, Kasachische SSR) war ein russischer Biologe und Tierzüchter. Er ist unter anderem bekannt für Versuche, Schimpansen mit Menschen zu kreuzen.

## Leben
Iwanow studierte in Charkow und war von 1917 bis 1921 und von 1924 bis 1930 am Staatlichen Institut für experimentelles Veterinärwesen tätig, in den Jahren dazwischen an einer Forschungsstation, die sich mit der Züchtung und Fortpflanzung von Haustieren befasste. Von 1928 bis 1932 arbeitete er am Moskauer und am Kasachischen Zoologischen Institut.
1910 referierte Iwanow auf einer zoologischen Konferenz in Graz über seinen Plan, ein Mischwesen aus Mensch und Affe zu erzeugen. Er versprach sich – genau so wie die Forscher-Gemeinde – neue Erkenntnisse zur Herkunft des Menschen zu gewinnen.
Die von Iwanow entwickelten Methoden zur künstlichen Befruchtung landwirtschaftlicher Nutztiere waren in der Sowjetunion weit verbreitet. So konnte er mit seinen Techniken bis zu 500 Stuten mit dem Samen eines einzigen Hengstes befruchten. Ferner kreuzte er Maus und Ratte, Maus und Meerschweinchen, Antilope und Kuh.
Außerdem war es Iwanow gelungen, den ersten Hybriden aus Zebra und Pferd zu erzeugen. Daraufhin versuchte er, Hybride von Mensch und Schimpanse zu erzeugen. Seine heute befremdlich anmutenden Experimente mit Schimpansen waren gedacht als Test auf Darwins Hypothese, dass die Schimpansen die nächsten Verwandten des Menschen seien. Pläne, zum Experiment bereite Frauen mit Schimpansensperma zu befruchten, scheiterten mangels männlicher Schimpansen. Um diese zu beschaffen, nahm er 1926 Kontakt zu Rosalía Abreu auf, die seit mehr als 20 Jahren auf Kuba eine Gruppe von Schimpansen hielt. Hiervon hatte er 1924 erfahren, als er mit finanzieller Unterstützung der Akademie der Wissenschaften der UdSSR das Institut Pasteur in Paris und dessen Außenstelle in Guinea besuchte, wo er am 28. Februar 1927 drei weibliche Schimpansen mit menschlichem Sperma zu befruchten versuchte. Da die Schimpansen zu jung waren, wurden sie jedoch nicht trächtig.
Die Akademie unterstützte seine Forschung, da eine Bestätigung von Darwins Evolutionstheorie Argumente im Kampf gegen die christliche Schöpfungslehre zu liefern versprach. Bezüglich der männlichen Schimpansen äußerte sich Abreu zunächst aufgeschlossen, nach einem an sie gerichteten Drohbrief des Ku-Klux-Klans zog sie sich jedoch aus diesem Vorhaben zurück.
Am 1. Juli 1927 brachte er 13 Schimpansen aus Französisch-Guinea zur ersten sowjetischen Affenstation nach Sochumi. Hier sollte das Orang-Utan Männchen Tarzan als Samenspender für Frauen dienen, doch der Orang-Utan verstarb 1929 mit 26 Jahren.
1930 fiel Iwanow bei Stalin in Ungnade und wurde zu fünf Jahren Verbannung in Alma-Ata verurteilt, wo er 1932 starb.